# Kameron Gray
Kameron Gray (Fremont, 3 aprile 1982) è un ex cestista statunitense, professionista in Europa.